# Elisa Marchioni
Elisa Marchioni (Rimini, 15 ottobre 1966) è una politica italiana.

## Biografia

### Formazione e carriera professionale
Dopo la maturità classica al Liceo classico "Giulio Cesare" di Rimini, si è laureata in Filosofia all'Università di Bologna con una tesi sul pensiero di Sartre. Redattrice di vari programmi su Radio 2 Rai dal 1991 al 1994, a Roma, dal 1995 al 2006 è stata direttore di Radio Icaro di Rimini, in seguito anche Icaro TV.
Nel 1995 ha diretto la segreteria organizzativa per la prima edizione del premio di giornalismo televisivo intitolato ad Ilaria Alpi e Miran Hrovatin, a Riccione, seguendone poi la crescita per le prime tre edizioni.
Nel marzo del 2013 ha iniziato a insegnare storia, geografia e italiano all'istituto comprensivo di Ospedaletto di Rimini; da settembre 2021 è titolare della cattedra di Lettere e storia all'ISISS Einaudi-Molari di Santarcangelo.

### Carriera politica
Giornalista professionista, ha lasciato il gruppo Icaro nel 2006, anno in cui è divenuta Assessore del Comune di Rimini con le deleghe alla Scuola, alla qualità di vita dei bambini e all’Università, nella giunta del Sindaco Ravaioli.
Dal 2008 al 2013 è stata parlamentare per il Partito democratico, eletta alla Camera dei Deputati nella circoscrizione del territorio riminese.
Nell'ottobre del 2021 è stata eletta consigliere comunale nella lista del Partito democratico, alle elezioni amministrative del Comune di Rimini.